# Покровская Арчада
Покровская Арчада — село в Каменском районе Пензенской области Российской Федерации, административный центр Покрово-Арчадинского сельсовета.

## География
Село находится в 24 км к юго-востоку от районного центра, на верхнем течении реки Арчады.

## История
Село было основано во второй половине XVIII века потомками пахотных солдат Мокшанского уезда, это было сделано решением Правительствующего Сената, из-за нехватки земли пахотным солдатам Мокшанского и Пензенского уездов.
В 1817 году в селе построен каменный храм во имя Покрова Пресвятой Богородицы.
В середине XIX века село стало центром Покровско-Арчадинской волости Пензенского уезда.
В 1864 году появились 3 маслобойки которые делали делали конопляное масло.
К 1876 году в селе было основано земское училище.
В 1894 году построена вторая каменная Покровская церковь, где работало земское училище.
12 марта 1918 года в селе установлена Советская власть.
В 1955 году была в составе Телегинского района, в селе находилась центральная усадьба колхоза «Заря коммуны».

## Население
| 1864  | 1877  | 1897  | 1911  | 1926  | 1930  | 1939  |
| ----- | ----- | ----- | ----- | ----- | ----- | ----- |
| 1554  | ↗1821 | ↗2459 | ↗3224 | ↘3117 | ↗3413 | ↘2033 |
| 1959  | 1979  | 1989  | 1996  | 2002  | 2010  |       |
| ↘1368 | ↘835  | ↗863  | ↘830  | ↘749  | ↘695  |       |

### Национальный состав
Согласно результатам переписи 2002 года, 98 % населения села составляют русские.

## Инфраструктура
На улице Драгунова стоит жанровая скульптура «Скорбящая мать».
В селе действует общеобразовательная школа.
Имеется магазин продуктов и товаров первой необходимости, есть аптека и ФАП.